# Quique Peinado
Enrique Peinado Moro (Madrid, 20 d'abril de 1979), més conegut com a Quique Peinado, és un presentador, locutor, periodista i autor espanyol.

## Trajectòria
Peinado col·labora en la revista Gigantes del Basket des de 1999 i va ser el primer espanyol a col·laborar amb la revista de bàsquet nord-americà ESLAM. També ha participat en mitjans com Eurosport, les revistes Esquire i Líbero i als programes de ràdio Yu, No te pierdas nada de LOS40, Lo mejor que te puede pasar de Melodia FM amb Núria Roca, A vivir que son dos días de la Cadena SER amb Javier del Pino, EuroPlay a Europa FM i Asuntos propios de Radio Nacional.
En 2013 va publicar un llibre sobre futbol, Futbolistas de izquierdas, el mateix any en el qual va començar a treballar al programa de televisió Zapeando de La Sexta com a col·laborador i guionista junt amb Frank Blanco i altres col·laboradors. Entre 2016 i 2018, va col·laborar també al programa de televisió Pool Fiction junt amb Cristina Teva de #0 (Movistar+).
Al setembre de 2015, el periòdic elMundo va anunciar que Peinado seria una de les signatures de la nova revista Papel. Dos anys després, al setembre de 2017, es va confirmar que Late motiv de #0 (Movistar+) comptaria amb Peinado com a col·laborador per a la seva secció esportiva.
Des de 2017, presenta Radio Gaga en #0 (Movistar+) junt amb Manuel Burque, que en 2018 va aconseguir el Premi Ondas Nacional de Televisió al Millor programa d'actualitat: "Per mostrar una televisió emocionant i delicada, sense caure en falses amabilitats i que explica un relat rotund i pedagògic sobre complexes realitats vitals".
Des d'octubre de 2018 presenta en #Vamos, junt amb Antoni Daimiel, el programa setmanal de repàs a la competició NBA, titulat Generación NBA.
Des de 2019 presenta el programa Leyendas en DMAX.

## Obra
- 2015 – ¡A las armas! Libros del K.O. ISBN 978-84-16001-40-8.[12]
- 2013 – Futbolistas de izquierdas: Entre fútbol y política. Léeme Editores. ISBN 9788415589051.[13]
- 2006 – El basket según Pepu Hernández. Zona 131 Ediciones de Basket. ISBN 978-8493500429.